# Zamarada pyrocinctoides
Zamarada pyrocinctoides är en fjärilsart som beskrevs av Embrik Strand 1917. Zamarada pyrocinctoides ingår i släktet Zamarada och familjen mätare. Inga underarter finns listade i Catalogue of Life.